# Mitsubishi Pajero
De Mitsubishi Pajero is een Sports Utility Vehicle (SUV) van de Japanse Mitsubishi Motors Corporation, 'Pajero' werd afgeleid van de naam van de pampakat, Leopardus pajeros.
Vanwege de wereldwijde populariteit van het model wordt de naam Pajero ook gebruikt voor andere modellen. De Mitsubishi Pajero Mini is een keicar-SUV; De Pajero Pinin, ook bekend als Pajero iO en Montero iO, is een kleine SUV. De Japanse Mitsubishi Challenger heet in de meeste exportmarkten Pajero Sport of Montero Sport.
Omdat pajero in Spaans-sprekende landen zoveel betekent als 'rukker' wordt de auto ook verkocht als Mitsubishi Montero of als Mitsubishi Shogun, zo ook in het Verenigd Koninkrijk en Ierland. Montero betekent 'jager in de bergen', Shogun is een titel voor een Japans opperbevelhebber.

## Pajero Mk I

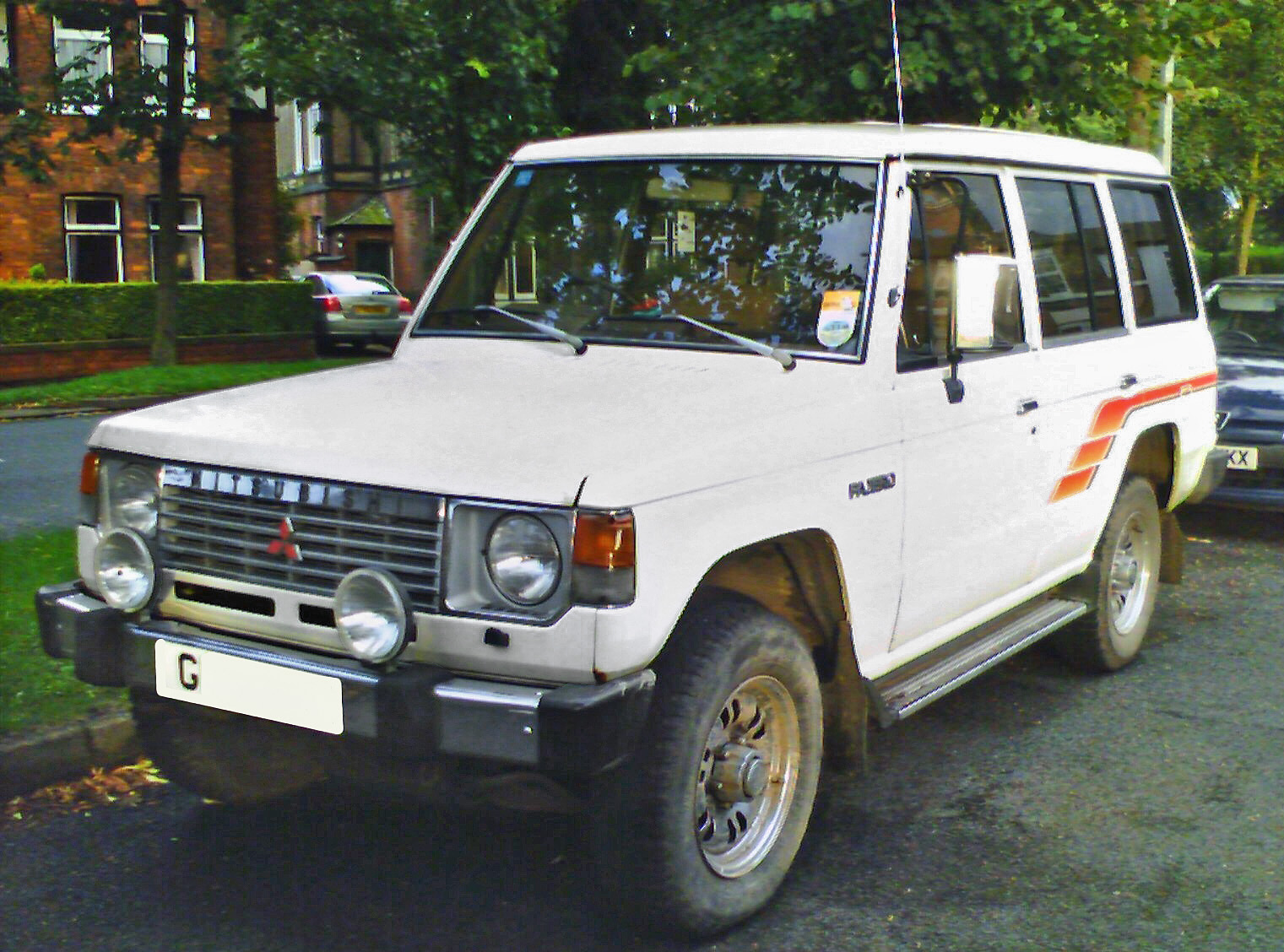
Pajero Mk I.

Een prototype, de Pajero I, werd in 1973 voorgesteld op de Autosalon van Tokio. In 1978 volgde met de Pajero II een tweede. Mitsubishi werkte hiermee aan een auto die naast een terreinwagen ook nog een
recreatieve functie kon vervullen.
In oktober 1981 debuteerde de Pajero op de Autosalon van Tokio en in mei 1982 kwam hij op de markt. Het model was beschikbaar als driedeurs op een korte wielbasis en als vijfdeurs op een lange wielbasis. Er waren drie motoren voorhanden: een 2,4 l 4-in-lijnmotor van 110 pk, een 3,0 l V6 met brandstofinjectie van 139 pk en een 2,5 l I4 diesel van 83 pk of 70 pk met intercooler. Het model had standaard niet-permanente vierwielaandrijving en werd tot 1991 gebouwd. Daarna bouwde Hyundai tot 2003 de Pajero in licentie onder de merknaam Galloper.
In 1983 deed de Pajero voor het eerst mee aan de Dakar-rally. In 1985 behaalde men hier de eerste overwinning. Sindsdien werd de Pajero een van de meest succesvolle auto's in die race.
Van 1987 tot 1989 verkocht Dodge de wagen op de Amerikaanse markt als de Dodge Raider.

## Pajero Mk II

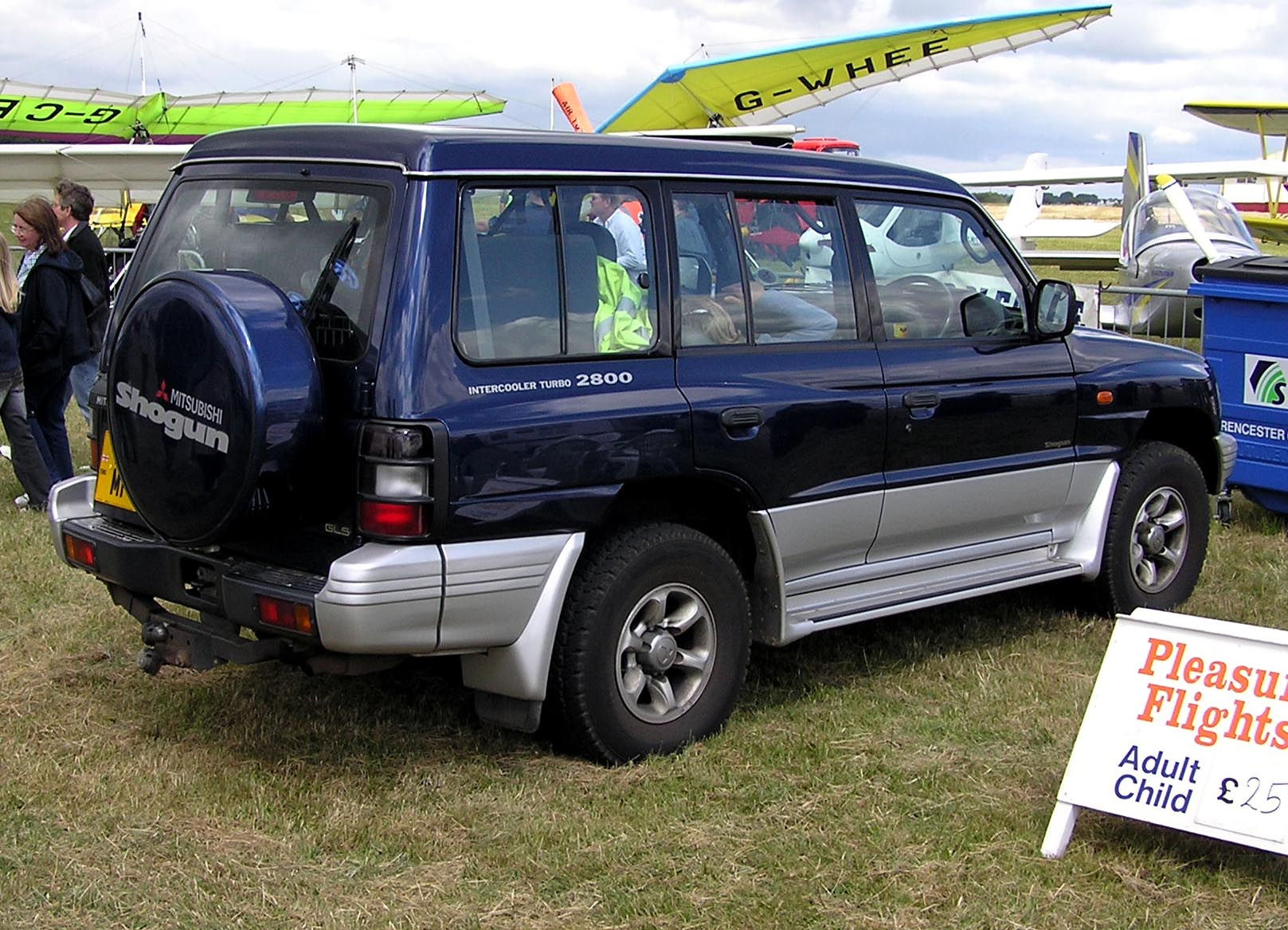
Shogun Mk II.

De Pajero werd hertekend voor 1992 waarbij alles werd verbeterd en krachtiger motoren beschikbaar werden. In 1996 was er een beperkte face-lift en werden enkele grotere motoren verkrijgbaar; Een 3,5 l V6 van 205 pk en een 2,8 l turbodiesel van 123 pk. vanaf 1992 introduceerde Mitsubishi de Super Select vierwielaandrijving (SS4) die de motorkracht variabel over de voor- en achteras kon verdelen zonder dat het voertuig moet stilstaan.
Via dit systeem kon ook gekozen worden tussen achterwiel- en vierwielaandrijving tot snelheden van 100 km/u. Tevens werd de Pajero met een antiblokkeersysteem uitgerust. De Pajero Mk II bleef tot 2000 in productie.

## Pajero Mk III
De derde generatie van de Pajero werd in 1999 geïntroduceerd op de Japanse thuismarkt en eind 2000, voor 2001, in de rest van de wereld. De auto was volledig nieuw en was luxueuzer dan de voorgaande generaties. De 3,0 l V6 werd afgezwakt tot 175 pk en de Japanse 3,5 l kreeg directe brandstofinjectie waarbij het vermogen tot 217 pk steeg. De 2,8 l diesel bleef enkel behouden voor ontwikkelingslanden en werd elders vervangen door een 3,2 l van 161 pk.

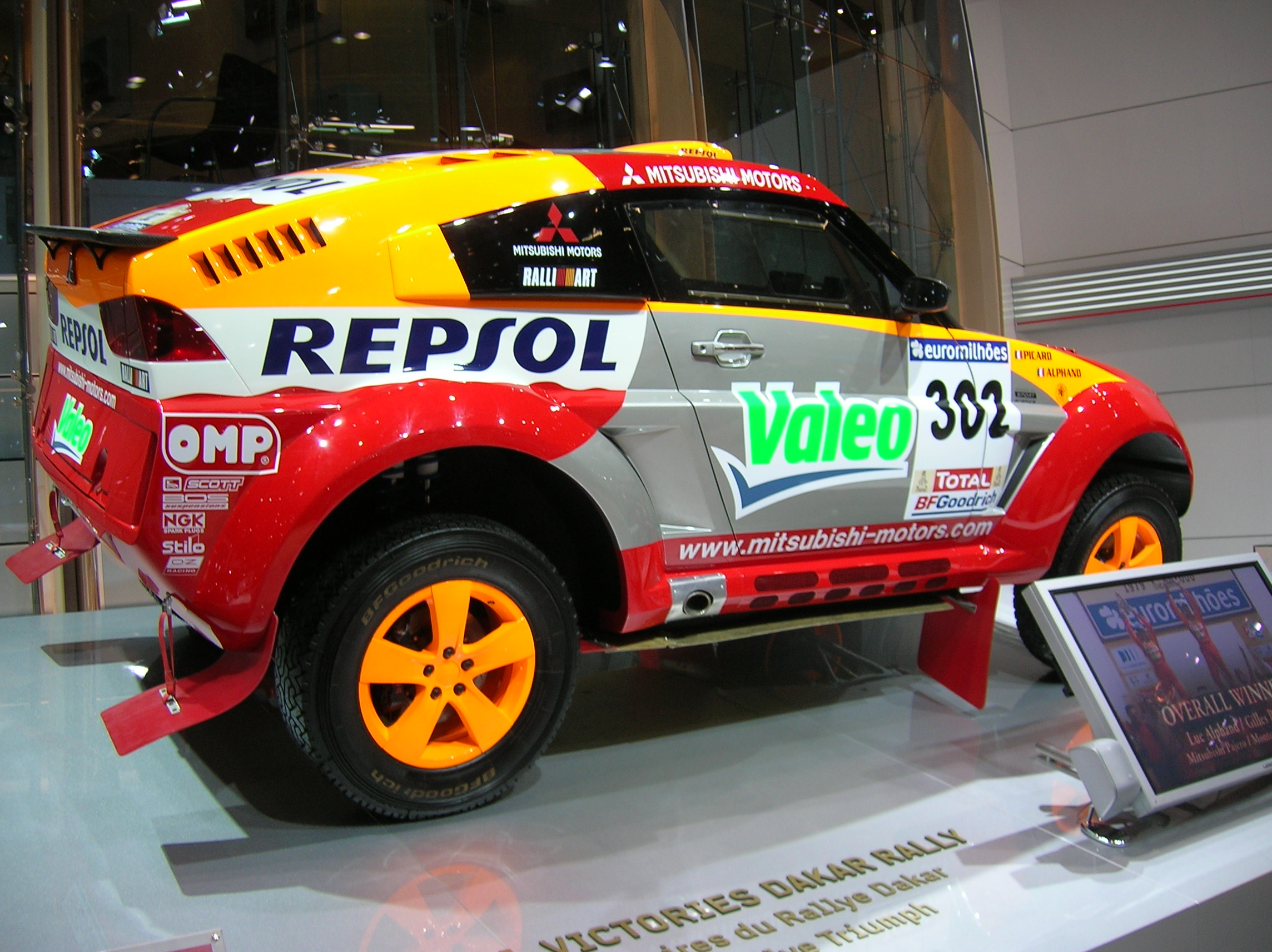
Pajero Parijs-Dakar-wagen op de Autosalon van Genève in 2006.

In Noord-Amerika werd die 3,5 l, bij gebrek aan een V8, in 2003 vervangen door een 3,8 l die 215 pk produceert. In die markt is overigens het model met korte wielbasis niet verkrijgbaar. Wegens dalende verkoopcijfers zal de Montero in 2006 uit de catalogus worden gehaald. Hij zal er worden afgelost door de kleinere Mitsubishi Endeavor.

## Pajero Mk IV
Eind 2006, begin 2007, is de nieuwe Mitsubishi Pajero geïntroduceerd. Optisch is de auto fors aangepast, maar het blijft een echte terreinauto. De auto lijkt qua vormgeving op de huidige Dakar-auto.

## Trivia
- In Pakistan staat de Pajero symbool voor macht en rijkdom. Het model is er populair bij o.a. politici en zakenlui. Pajero Jeep is er een ingeburgerde term voor SUV's zoals Jeep dat in Europa is voor een terreinwagen.

## Productie
Volgende zijn de productiecijfers van de Pajero van 1982 tot 2001:
| Jaar    | # Japan | # export  | # totaal  |
| ------- | ------- | --------- | --------- |
| 1982    | 8059    | 7023      | 16.930    |
| 1983    | 8076    | 25.886    | 33.605    |
| 1984    | 9176    | 32.341    | 41.422    |
| 1985    | 11.770  | 49.249    | 59.770    |
| 1986    | 16.636  | 70.594    | 87.252    |
| 1987    | 22.170  | 67.021    | 89.456    |
| 1988    | 25.225  | 79.699    | 107.157   |
| 1989    | 36.483  | 82.176    | 116.883   |
| 1990    | 36.061  | 71.206    | 108.730   |
| 1991    | 64.381  | 80.882    | 144.988   |
| 1992    | 83.685  | 89.835    | 174.708   |
| 1993    | 67.899  | 88.788    | 158.922   |
| 1994    | 54.329  | 106.570   | 161.238   |
| 1995    | 44.933  | 110.365   | 152.102   |
| 1996    | 28.851  | 99.200    | 128.593   |
| 1997    | 26.181  | 111.144   | 136.941   |
| 1998    | 9412    | 90.416    | 95.675    |
| 1999    | 20.189  | 65.212    | 90.524    |
| 2000    | 12.701  | 129.198   | 138.315   |
| 2001    | 3121    | 43.444    | 45.695    |
| Totaal: | 589.338 | 1.500.249 | 2.088.906 |